# Глядень-4
Гля́день-4 (рос. Глядень-4) — село у складі Благовіщенського району Алтайського краю, Росія. Входить до складу Гляденської сільської ради.

## Населення
Населення — 155 осіб (2010; 189 у 2002).
Національний склад (станом на 2002 рік):
- росіяни — 75 %